# Grimaldo di Baviera
Grimaldo di Baviera, o Grimwaldo (... – 725), fu duca dei Bavari dal 715 circa fino alla sua morte.
Apparteneva alla stirpe degli Ugobertidi.
Egli era il figlio più giovane di Teodone II di Baviera e Folchaide e zio di Swanachilde, seconda moglie di Carlo Martello.
Dapprima divenuto coreggente con i fratelli Teodeberto, Teobaldo e Tassilone II, divenne l'unico reggente bavarese dal 719 circa. Il padre associò i suoi due figli maggiori al governo con lui nel 715. Alla morte di Teodone II  nel 716, il ducato cadde in una guerra di successione da cui però fu escluso Grimaldo che regnò solo, dal 719. Non si sa per certo se tale divisione fosse territoriale e di coreggenza, ma sarebb comunque probabile ritenere che la capitale di Grimaldo fosse Frisinga o Salisburgo, come descritto nella (Vita Corbiniani).
Fu Grimaldo a proporre a San Corbiniano di venire in Baviera nel 724 per evangelizzare questo territorio. Grimaldo aveva sposato la vedova di suo fratello, Biltrude (o Pilitrude), e per la legge canonica questo era considerato un incesto. Corbiniano prontamente denunciò lo scandalo del duca. La sua rabbia contro Corbiniano, costrinse quindi il vescovo alla fuga. L'anno successivo (725), Carlo Martello marciò contro la Baviera per liberare Biltrude e Swanachilde, uccidendo Grimaldo in battaglia.
| Controllo di autorità | VIAF (EN) 33195015 · CERL cnp01454045 · GND (DE) 133689778 |